# Обратен гард
„Обратен гард“ (на английски: Southpaw) е американско-китайски филм от 2015 година, спортна драма на режисьора Антоан Фукуа по сценарий на Кърт Сътър.
В центъра на сюжета е боксьор, претърпял тежка лична драма, който се опитва да поднови кариерата си и да даде нов смисъл на своя живот. Главните роли се изпълняват от Джейк Джилънхол, Форест Уитакър, Наоми Харис, Фифти Сент.